# Les Valcheuzes
Singles
Les Valcheuzes est le premier maxi du groupe Klub Sandwich composé de Grems, Son of kick, Simbad et Disiz. Il est sorti le 27 juin 2011. C'est un album de rap sur des instrumentales deep house, electro minimal et break-beat hip-hop, ce qui est défini comme le deepkho.

## Liste des titres
1. Valcheux
2. Flow au-dessus d'un nid de coucou
3. Parigi
4. Foutre de ma gueule
5. Casse ta bouche
6. Deeper
7. Klub Sandwich
8. Jolie village
9. Le soleil se lève en Californie